# 코바야시 마키
코바야시 마키(こばやし まき, 2월 22일 ~ )는 일본의 여성성우. 옐로틸 소속, 시가현 출신

## 출연작품

### TV 애니메이션
2008년
- 연희무쌍 (마초)

2010년
- 바쿠간 배틀 브롤러즈 뉴 베스트로이아 (엘핀 / 민스 엘핀)

### 게임
2002년
- 포포탄 PC판 (마이) : 오우카와 미오 (桜川未央) 명의

2004년
- ENSEMBLE ~춤추는 날개의 앙상블~ (테라다 와카바) : 오우카와 미오 (桜川未央) 명의
- 체리슈 피자는 어떻습니까♥ (스미카와 유카) : 오우카와 미오 (桜川未央) 명의
- 마녀의 여름방학 (레이리스) : 오우카와 미오 (桜川未央) 명의
- 포포탄 PS2판 (마이)
- Dear My Friend (스기노 츠카사) : 오우카와 미오 (桜川未央) 명의

2005년
- 변~신! 2 (사쿠라 마루) : 오우카와 미오 (桜川未央) 명의
- 파르페 ~쇼콜라 second brew~ (스즈나미 츠무기, 카츠라기 미스즈) : 오우카와 미오 (桜川未央) 명의
- 불꽃의 임신 전학생 (유즈키 호타루, 마나미 아리사, 카와세 에리나) : 오우카와 미오 (桜川未央) 명의
- 월면기지전 프리미엄BOX Vol.1 로켓의 여름편 (셀렌 안제뉴) : 오우카와 미오 (桜川未央) 명의
- 물건의 마음, 물건의 소녀. (아코) : 오우카와 미오 (桜川未央) 명의
- GALZOO 아일랜드 (캡틴 바닐라) : 오우카와 미오 (桜川未央) 명의

2006년
- 불꽃의 능욕 인생 ~그 시절로 돌아가서 임신 시켜버리는 밤~ (후지사와 아오이) : 오우카와 미오 (桜川未央) 명의
- 욕심쟁이 선인장 (키리시마 이사미) : 오우카와 미오 (桜川未央) 명의
- 섬머데이즈 (야마가타 아이) : 오우카와 미오 (桜川未央) 명의
- 진한색Chu!Lips (아이사) : 오우카와 미오 (桜川未央) 명의
- 오키츠네 Summer ~여름 합숙·여자 아이와 함께~ (쿠스노키 유미) : 오우카와 미오 (桜川未央) 명의
- 구르는 아가씨!? (아라사토 나나코) : 오우카와 미오 (桜川未央) 명의

2007년
- 연희무쌍 ~두근☆소녀들의 삼국지 연의~ (마초) : 오우카와 미오 (桜川未央) 명의
- 유격경함 파트베셀 ~이쪽 수도권 상공 푸른 하늘서~ (시노하라 이츠키, 모모모토 미츠나) : 오우카와 미오 (桜川未央) 명의
- HoneyComing (오가타 미오) : 오우카와 미오 (桜川未央) 명의
- 방과후의 선배 (치토세 마유미) : 오우카와 미오 (桜川未央) 명의
- 연인끼리 하는 일 전부 (토도로키 치카) : 오우카와 미오 (桜川未央) 명의
- 모에모에 2차 대전(略) (야마토, 페어리)

2008년
- 사쿠라 슈트랏세 (사토무라 카린) : 오우카와 미오 (桜川未央) 명의
- 초앙섬인 하루카 (아르멜) : 오우카와 미오 (桜川未央) 명의
- 창해의 황녀들 (메리카 볼페트, 바냐 야덴) : 오우카와 미오 (桜川未央) 명의
- 학원☆신선조! ~소녀 마음과 국중법도~ (콘도 이사미) : 오우카와 미오 (桜川未央) 명의
- 사쿠란보 슈트랏세 (사토무라 카린) : 오우카와 미오 (桜川未央) 명의
- 소녀마법학 리틀 위치 로마네스크 editio perfecta (마리에라 그란버크) : 오우카와 미오 (桜川未央) 명의
- 진연희무쌍 ~소녀요란☆삼국지 연의~ (마초) : 오우카와 미오 (桜川未央) 명의

2009년
- 헬리오트로프 -그것은 죽음에 이르는 신의 사랑- (펜넬 엑셀시어): 오우카와 미오 (桜川未央) 명의

2010년
- 여름에 울려퍼지는 우리들의 노래 (미사키 카호) : 오우카와 미오 (桜川未央) 명의

2012년
- 축복의 종의 소리는 벚꽃색의 바람과 함께 (시노노메 우라라) : 오우카와 미오 (桜川未央) 명의